# 1415

## أحداث
- 28 يونيو: تأسيس مدينة دوبوي وتقع حاليا في البوسنة والهرسك.
- 30 أبريل - فريدرش الأول يتولى منصبه كناخب على براندنبورغ

## مواليد
- أبو عبد الله محمد العاشر
- بييرو ديلا فرانشيسكا رسام إيطالي
- جان الثاني، كونت نيفير
- جون أرجيروبولوس
- ديريك باوتس رسام هولندي
- فريدريك الثالث

## وفيات
- ابن السكاك المكناسي، فقيه ومفسر مغربي.
- أوين غليندور
- يان هوس